# Gochnatia ramboi
Gochnatia ramboi é uma espécie da família das asteráceas. É endêmica do Rio Grande do Sul.
Está na lista da flora ameaçada do Rio Grande do Sul como criticamente em perigo.